# Guy Million
Pour les articles homonymes, voir Million.
Guy Million, né le 22 mai 1932 à Colombes et mort le 4 mai 2004 à Chalon-sur-Saône, est un coureur cycliste français.
Il est connu pour être la lanterne rouge du Tour de France 1957.

## Palmarès

### Résultats sur les grands tours

#### Tour de France
- 1957 : 56e, lanterne rouge